# Демидов Володимир Ізотович
Демидов Володимир Ізотович (*1932, Горлівка — †1999) — російський письменник.
Творчість 60-х років пов'язана з Донбасом.

## Творчий доробок
Автор збірок поезій «Равноденствие», «Благодарение», «Общение», «Высоты и глубины», «Травы детства», «Зарничник», «Моя биография», «Алешкино лето», «Березовый свет», «Минута молчания», «Огонь глубинный», «Вечный бой», «Мужайте, юные» та ін.